# 2005年太平洋颱風季時間軸
Un表示未命名氣旋，*者為菲律賓地區命名（非國際名字）。

### 一月
1月13日
- 1800 UTC - 熱帶低氣壓 01W 於關島阿加納東南575海里（1,065公里）形成。

1月14日
- 1800 UTC - 熱帶低氣壓 01W 增強為熱帶風暴。

1月18日
- 1800 UTC - 熱帶風暴庫拉於日本南鳥島東南偏南330海里（610公里）消散。

### 二月
二月沒有熱帶氣旋形成。

### 三月
3月13日
- 0600 UTC - 熱帶低氣壓 02W 於關島阿加納東南偏南355海里（660公里）形成。

3月14日
- 0600 UTC - 熱帶低氣壓 02W 增強為熱帶風暴洛克。

3月15日
- 1200 UTC - 熱帶風暴洛克進入菲律賓風暴責任範圍，並由 PAGASA 定名為熱帶風暴 Auring作菲律賓當地警報用途。
- 1500 UTC - 熱帶風暴洛克增強為 颱風洛克。

3月16日
- 1200 UTC - 颱風洛克於菲律賓Borongan以南登陸。
- 1800 UTC - 颱風洛克減弱為熱帶風暴洛克。

3月17日
- 1800 UTC - 熱帶風暴洛克於菲律賓Culion西北115海里（210公里）消散。

### 四月
4月20日
- 1200 UTC - 熱帶低氣壓 03W於雅浦島東南偏東275海里（510公里）形成。

4月22日
- 1200 UTC - 熱帶低氣壓 03W 進入菲律賓風暴責任範圍，並由 PAGASA 定名為熱帶低氣壓 Bising作菲律賓當地警報用途。

4月23日
- 0000 UTC - 熱帶低氣壓 03W 增強為 熱帶風暴桑卡。
- 1800 UTC - 熱帶風暴桑卡增強為 颱風桑卡。

4月24日
- 0000 UTC - 颱風桑卡增強為 2 級颱風。
- 0600 UTC - 颱風桑卡增強為 3 級颱風。
- 1800 UTC - 颱風桑卡增強為 4 級颱風。

4月26日
- 1800 UTC - 颱風桑卡減弱為熱帶風暴並於硫磺島西北偏西45海里（80公里）成為溫帶氣旋。

### 五月
5月16日
- 0000 UTC - 低壓區 96W 由 PAGASA 定名為熱帶低氣壓 Crising，位於 Surigao 以東180海里（330公里）。

5月17日
- 0000 UTC - 熱帶低氣壓 96W 於 Surigao 以東145海里（270公里）消散。

5月30日
- 0600 UTC - 熱帶低氣壓 04W 於關島阿加納東南偏南290海里（540公里）形成。
- 1800 UTC - 熱帶低氣壓 04W 增強為熱帶風暴。

### 六月
6月1日
- 1200 UTC - 熱帶風暴增強為颱風。
- 1800 UTC - 颱風增強為 2 級颱風。

6月2日
- 0000 UTC - 颱風尼莎迅速增強為 4 級颱風。
- 1800 UTC - 颱風尼莎進入菲律賓風暴責任範圍，並由 PAGASA 定名為颱風 Dante作菲律賓當地警報用途。

6月10日
- 0000 UTC - 熱帶風暴尼莎於名古屋東南275海里（510公里）成為溫帶氣旋。

### 七月
7月4日
- 0600 UTC - 低壓區 93W 由 PAGASA 定名為熱帶低氣壓 Emong，位於菲律賓 Samar Island Catarman 東北35海里（65公里）。

7月5日
- 0600 UTC - 熱帶低氣壓 93W 於呂宋東岸登陸。

7月6日
- 0000 UTC - 熱帶低氣壓 93W 於呂宋以西海域解散。

7月11日
- 1200 UTC - 熱帶低氣壓 05W 於日本南鳥島西南110海里（200公里）形成。
- 1800 UTC - 熱帶低氣壓 05W 增強為熱帶風暴海棠。

7月13日
- 1800 UTC - 熱帶風暴海棠增強為颱風海棠。

7月14日
- 1200 UTC - 颱風海棠增強為 2 級颱風。

7月15日
- 0600 UTC - 颱風海棠增強為 3 級颱風。風暴進入菲律賓風暴責任範圍，並由 PAGASA 定名為颱風 Feria作菲律賓當地警報用途。
- 1200 UTC - 颱風海棠增強為 4 級颱風。

7月16日
- 0000 UTC - 颱風海棠增強為 5 級超級颱風。

7月18日
- 0000 UTC - 颱風海棠於台灣花蓮登陸，強度為 3 級颱風。
- 1800 UTC - 颱風海棠橫過台灣後減弱為熱帶風暴。

7月19日
- 0600 UTC - 熱帶風暴海棠增強為颱風，趨向中國東南沿岸。
- 1200 UTC - 颱風海棠於中國東南沿岸登陸後，減弱為熱帶風暴。

7月20日
- 0000 UTC - 熱帶低氣壓 06W 於威克島以北330海里（610公里）形成。
- 0600 UTC - 熱帶低氣壓 06W 增強為熱帶風暴奈格。熱帶低氣壓海棠於中國江西消散。

7月21日
- 1200 UTC - 熱帶低氣壓 07W 於密克羅尼西亞聯邦雅浦島以北300海里（550公里）形成。
- 1800 UTC - 熱帶低氣壓 07W 增強為熱帶風暴。

7月23日
- 1200 UTC - 熱帶風暴奈格於日本南鳥島東北偏北 615海里（1,140公里）消散。

7月26日
- 熱帶風暴於日本本州南岸及東岸掠過。

7月27日
- 0000 UTC - 熱帶風暴班彥於日本本州東北岸對開海域成為溫帶氣旋。

7月28日
- 1800 UTC - 熱帶低氣壓 08W 於香港以南215海里（400公里）形成。

7月29日
- 1200 UTC - 熱帶低氣壓 08W 增強為熱帶風暴。

7月30日
- 0000 UTC - 熱帶風暴瓦西於中國海南島登陸。

7月31日
- 0000 UTC - 熱帶低氣壓 09W 於雅浦島西北偏西130海里（240公里）形成。
- 0500 UTC - 熱帶風暴瓦西於越南南定附近登陸。
- 0600 UTC - 熱帶低氣壓 09W 增強為熱帶風暴馬莎。風暴進入菲律賓風暴責任範圍，並定名為Gorio作菲律賓當地警報用途。
- 1800 UTC - 熱帶低氣壓瓦西於越南北部消散。

### 八月
8月2日
- 0000 UTC - 熱帶風暴增強為颱風。

8月4日
- 1000 UTC - 颱風馬莎橫過日本八重山列島。
- 1200 UTC - 颱風增強為 2 級颱風。

8月5日
- 1800 UTC - 颱風馬莎於中國浙江附近登陸。

8月6日
- 0000 UTC - 颱風馬莎減弱為熱帶風暴。

8月7日
- 1200 UTC - 熱帶風暴馬莎於中國江蘇消散。

8月10日
- 0000 UTC - 低壓區 93W 由 PAGASA 定名為熱帶低氣壓 Huaning，位於菲律賓 Samar Island Borongan 東北偏東320海里（590公里）。
- 1200 UTC - 聯合颱風警報中心將低壓區 93W 定作熱帶低氣壓 10W。

8月11日
- 0000 UTC - 熱帶低氣壓 10W 增強後，國際命名為熱帶風暴珊瑚。
- 2100 UTC - 熱帶風暴珊瑚橫過呂宋島卡加延省北端。

8月13日
- 0000 UTC - 熱帶風暴珊瑚增強為颱風珊瑚。
- 0600 UTC - 颱風珊瑚於中國汕頭附近登陸，減弱為熱帶風暴。

8月14日
- 0000 UTC - 熱帶低氣壓珊瑚於中國江西附近內陸消散。

8月19日
- 1500 UTC - 熱帶低氣壓 11W 在西太平洋水域中形成。

8月20日
- 0000 UTC - 熱帶低氣壓 11W 增強為 熱帶風暴瑪娃。
- 0000 UTC - 熱帶低氣壓 12W 於西太平洋水域中形成。

8月21日
- 0000 UTC - 熱帶風暴瑪娃增強為颱風瑪娃。
- 0000 UTC - 熱帶低氣壓 12W 增強為熱帶風暴。
- 0600 UTC - 颱風瑪娃增強為 3 級颱風。

8月22日
- 0000 UTC - 颱風瑪娃增強為 4 級颱風，風速達每小時130海里，升級為超級颱風瑪娃。
- 0600 UTC - 超級颱風瑪娃仍然是 4 級颱風，但風速降至每小時125海里，降級為颱風瑪娃。

8月25日
- 0000 UTC - 熱帶風暴谷超於北太平洋成為溫帶氣旋。
- 1800 UTC - 颱風瑪娃於日本登陸，強度為 2 級颱風。

8月26日
- 0600 UTC - 熱帶低氣壓 13W 於雅浦島東北方形成。
- 1200 UTC - 颱風瑪娃於東京灣附近登陸後，減弱為熱帶風暴瑪娃。

8月27日
- 0000 UTC - 熱帶風暴瑪娃於日本以東對開水域成為溫帶氣旋。
- 0000 UTC - 熱帶低氣壓 13W 增強為熱帶風暴泰利。

8月28日
- 0600 UTC - 熱帶風暴泰利增強為颱風泰利。

8月29日
- 0000 UTC - 颱風泰利進入菲律賓風暴責任範圍，並定名為颱風 Isang作菲律賓當地警報用途。
- 0000 UTC - 颱風泰利增強為 2 級颱風。
- 0600 UTC - 熱帶低氣壓 14W 於塞班以東365海里（675公里）形成。
- 0600 UTC - 颱風泰利增強為 3 級颱風。
- 1200 UTC - 颱風泰利增強為 4 級颱風。
- 1800 UTC - 熱帶低氣壓 14W 增強為熱帶風暴。

8月30日
- 1200 UTC - 熱帶風暴增強為颱風。

8月31日
- 0000 UTC - 颱風增強為 2 級颱風。
- 1200 UTC - 颱風娜比增強為 3 級颱風。
- 1800 UTC - 颱風泰利於台灣花蓮登陸。

### 九月
9月1日
- 0000 UTC - 颱風泰利於台灣海峽減弱為 1 級颱風。
- 0600 UTC - 颱風泰利於中國登陸後減弱為熱帶風暴。
- 1200 UTC - 熱帶風暴泰利於中國福州西面消散。
- 1200 UTC - 颱風娜比增強為 4 級颱風。
- 1800 UTC - 颱風娜比增強為 5 級颱風，升級為超級颱風娜比。

9月3日
- 0000 UTC - 超級颱風娜比進入菲律賓風暴責任範圍，並定名為超級颱風 Jolina作菲律賓當地警報用途。

9月5日
- 1800 UTC - 颱風娜比於日本鹿兒島縣登陸。
- 1800 UTC - 熱帶低氣壓 15W 於雅浦島東面形成。

9月6日
- 0000 UTC - 熱帶低氣壓 15W 增強為 熱帶風暴 15W。
- 0600 UTC - 颱風娜比登陸後，減弱為熱帶風暴娜比
- 1800 UTC - 熱帶風暴娜比於日本隱歧島西北偏西30海里（55公里）成為溫帶氣旋。
- 1800 UTC - 熱帶風暴 15W 進入菲律賓風暴責任範圍，並定名為熱帶風暴 Kiko作菲律賓當地警報用途。

9月7日
- 0000 UTC - 熱帶風暴 15W 由日本氣象廳命名為熱帶風暴卡努。

9月8日
- 1200 UTC - 熱帶風暴卡努增強為颱風卡努。

9月9日
- 1200 UTC - 颱風卡努增強為 2 級颱風。

9月10日
- 0600 UTC - 颱風卡努增強為 3 級颱風。
- 1800 UTC - 颱風卡努增強為 4 級颱風。

9月11日
- 0600 UTC - 颱風卡努於上海以南120海里（220公里）的中國東部登陸，強度為 2 級颱風。
- 1800 UTC - 颱風卡努減弱為熱帶風暴。
- 1800 UTC - 熱帶風暴卡努於中國消散。

9月16日
- 0000 UTC - 熱帶低氣壓 16W 於越南東面形成。
- 1800 UTC - 熱帶低氣壓 16W 增強為熱帶風暴韋森特。

9月18日
- 0600 UTC - 熱帶風暴韋森特於越南順化西北75海里（140公里）登陸。
- 1200 UTC - 熱帶風暴韋森特減弱為熱帶低氣壓韋森特，並於內陸消散。

9月19日
- 0900 UTC - PAGASA 開始為熱帶干擾 Labuyo 發出警報。

9月20日
- 0000 UTC - 日本氣象廳開始為一熱帶低氣壓發出警報。
- 1200 UTC - 熱帶干擾 Labuyo 增強為 熱帶低氣壓 17W。
- 1200 UTC - 熱帶低氣壓 18W 於日本南鳥島西南220海里（410公里）形成。

9月21日
- 0000 UTC - 熱帶低氣壓增強為熱帶風暴蘇拉。
- 0300 UTC - 熱帶低氣壓 17W 增強為熱帶風暴。

9月22日
- 0300 UTC - 熱帶風暴蘇拉增強為颱風蘇拉。
- 1800 UTC - 颱風蘇拉增強為 2 級颱風。

9月24日
- 2100 UTC - 熱帶風暴增強為颱風。

9月25日
- 0900 UTC - 颱風增強為 2 級颱風。
- 2000 UTC - 颱風丹瑞於中國海南萬寧市登陸。
- 2100 UTC - 颱風蘇拉減弱為熱帶風暴。

9月26日
- 0000 UTC - 熱帶風暴蘇拉在日本對開海域成為溫帶氣旋。
- 0000 UTC - 聯合颱風警報中心開始為日本沖繩島東南偏南335海里形成的熱帶低氣壓 19W 發出警報。
- 0900 UTC - 熱帶低氣壓 19W 增強為熱帶風暴龍王。

9月27日
- 0300 UTC - 熱帶風暴龍王增強為颱風龍王。
- 0900 UTC - 聯合颱風警報中心發出熱帶風暴丹瑞的最後警報，該風暴位於河內西南偏南90海里。
- 0900 UTC - 颱風龍王增強為 2 級颱風。
- 1800 UTC - 颱風龍王增強為 3 級颱風。

9月28日
- 0600 UTC - 颱風龍王增強為 4 級颱風。

9月29日
- 0000 UTC - 颱風龍王進入菲律賓風暴責任範圍，並定名為颱風 Maring作菲律賓當地警報用途。
- 1200 UTC - 颱風龍王增強為超級颱風龍王。

9月30日
- 0900 UTC - 超級颱風龍王減弱為颱風龍王。

### 十月
10月1日
- 2100 UTC - 龍王颱風（Maring）在臺灣花蓮登陸，強度4級

10月2日
- 1335 UTC - 龍王颱風（Maring）在中國福建省登陸
- 2100 UTC - 聯合颱風警報中心發布龍王颱風的最後公告：龍王颱風在臺灣的台北西方370公里消散。

10月6日
- 0000 UTC - 海南島當地的單位開始發布海南島附近有新的低壓形成。

10月7日
- 1500 UTC - 聯合颱風警報中心對約在海 南島西南方的20W，發布熱帶低壓警報。
- 2100 UTC - 聯合颱風警報中心對熱帶低壓20W發布最後的警報，此低壓當時位於越南順化市西北西方55海浬處。

10月9日
- 1200 UTC - 日本氣象廳開始對熱帶低壓21W發布警報。

10月10日
- 0000 UTC - 熱帶低壓21W進入菲律賓警戒範圍，並依菲律賓的颱風命名系統，將之命名為Nando。
- 0600 UTC - 熱帶低壓21W (Nando)增強為熱帶風暴奇洛基(Nando)。

10月11日
- 1500 UTC - 熱帶風暴奇諾基（Nando）增強為鴻雁颱風（Nando）。
- 1800 UTC - 日本氣象廳發布奇洛基颱風（Nando）強度增強到2級。
- 2100 UTC - 日本氣象廳發布奇洛基颱風（Nando）強度增強到3級。

10月12日
- 0900 UTC - 日本氣象廳發布奇洛基颱風（Nando）強度增強到4級。

10月15日
- 2100 UTC - 日本氣象廳發布奇洛基颱風（Nando）強度轉變成3級。

10月16日
- 0900 UTC - 日本氣象廳發布奇洛基颱風（Nando）強度增強到4級。

10月19日
- 0300 UTC - 奇洛基颱風（Nando）行進到較高緯度的日本。

10月28日
- 2100 UTC - 聯合颱風警報中心開始對熱帶低壓22W發布警訊，15小時候日本氣象廳發布海上警報。

10月29日
- 0000 UTC - 熱帶低壓22W升級為熱帶風暴啟德.

10月30日
- 0000 UTC - 熱帶風暴啟德升級為颱風啟德.
- 0300 UTC - 颱風啟德轉為2級。

### 十一月
11月2日
- 0300 UTC - 熱帶風暴啟德在越南河內南南東方205 海浬登陸
- 1500 UTC - 各單位持續對熱帶風暴啟德發布警報，並慢慢在河內南南西方60海浬消散。

11月7日
- 0900 UTC - 熱帶低壓23W在雅浦島北北西方75海浬形成。
- 2100 UTC - 熱帶低壓23W升級為熱帶風暴 23W。

11月9日
- 0900 UTC - 熱帶低壓23W(Ondoy)增強為熱帶風暴 23W(Ondoy)。

11月10日
- 0300 UTC - 熱帶風暴23W (Ondoy)定名為熱帶風暴天秤(Ondoy).
- circa 1600 UTC - 熱帶風暴天秤（Ondoy）在菲律賓北邊登陸。

11月11日
- 0300 UTC - 熱帶低壓天秤（Ondoy）在臺灣附近消散。

11月13日
- 1500 UTC - 熱帶低壓24W帛琉南南西方形成。

11月14日
- 0000 UTC - 熱帶低壓24W被PAGASA命名為熱帶低壓Pepeng。

11月15日
- 0600 UTC - 熱帶低壓24W(Pepeng)升級為熱帶風暴24W(Pepeng)。

11月16日
- 0000 UTC - 熱帶風暴24W(Pepeng) 被定名為熱帶風暴布拉萬（Pepeng）。

11月17日
- 0000 UTC - 熱帶風暴布拉萬（Pepeng）轉為布拉萬颱風(Pepeng).

11月20日
- 大約0000 UTC - 熱帶風暴布拉萬（Pepeng）菲律賓東北方登陸
- 1200 UTC - 熱帶低壓布拉萬 (Pepeng)菲律賓北方消潵，警報也停止發布。

### 十二月
12月18日
- 1500 UTC - 熱帶低壓25W在婆羅洲北方形成。

12月19日
- 大約0300 UTC - 熱帶低壓25W(Quedan)增強為熱帶風暴25W。

12月20日
0600 UTC - 熱帶風暴25W(Quedan)的警報停止發布。